# Bibliotheek van Kórnik
De Bibliotheek van Kórnik (Pools: Biblioteka Kórnicka) is een van de bekendste Poolse bibliotheken, opgericht in 1826 door Tytus Działyński in Kórnik. Momenteel behoort de bibliotheek, ondanks te zijn geplunderd door de Duitsers tijdens de Tweede Wereldoorlog, nog steeds tot de grootste vijf bibliotheken van Polen. Het bezit ongeveer 350.000 volumes, waaronder 30.000 boeken ouder dan 150 jaar, en 15.000 manuscripten, waaronder enkele van Adam Mickiewicz en Juliusz Słowacki. Sinds 1953 maakt het deel uit van de Nationale Bibliotheek van Polen.